# Elizabeth F. Fisher
Pour les articles homonymes, voir Fisher.
Elizabeth Florette Fisher (26 novembre 1873 - 25 avril 1941) est l'une des premières géologues de terrain des États-Unis. Née à Boston, dans le Massachusetts, elle fréquente puis enseigné au Massachusetts Institute of Technology (MIT). Elle est également la première femme à être envoyée par une compagnie pétrolière pour une étude, aidant à localiser des puits de pétrole dans le centre-nord du Texas pendant une pénurie de pétrole à l'échelle nationale. Pendant cette même période, elle a non seulement poursuivi sa carrière en tant qu'enseignante au Wellesley College, mais écrit également un manuel influent pour les élèves du secondaire intitulé Resources and Industries of the United States. Elle y souligne la nécessité de la conservation et estime que les terres "non réclamées" devraient être utilisées pour l'agriculture. Elle était membre de l'American Association for the Advancement of Science et de l'American Geographical Society, et était également membre de l'Appalachian Mountain Club et de la Boston Society of Natural History. Elle décède en 1941 des suites d'une maladie.
Il existe une bourse d'études au Wellesley College à son nom pour les femmes diplômées qui envisagent de poursuivre leurs études.

## Biographie

### Enfance et formation
Elizabeth Fisher naît le 26 novembre 1873 à Boston, Massachusetts, de Charles et Sarah Gerrish (Cushing) Elizabeth Fisher.
Elle est diplômée de la Boston Girls' High School en 1891 et s'inscrit au Massachusetts Institute of Technology (MIT). Elle commence à enseigner au Wellesley College alors qu'elle est encore étudiante, et a accepté un poste permanent après avoir obtenu son diplôme du MIT en 1896 avec une thèse sur l'histoire géographique du lac Cochituate,.

### Carrière
Elizabeth Fisher étudie les puits de pétrole à Bakou en 1897 lors d'un voyage en Russie avec le Congrès géologique international.
Elle devient professeure associée de géologie et de minéralogie en 1906, puis professeure de géologie et de minéralogie en 1908. Elle est présidente du département de géologie de Wellesley entre 1908 et 1926.
Elizabeth Fisher devient professeure émérite en 1926 et prend sa retraite.